# 인텔리전스 스타

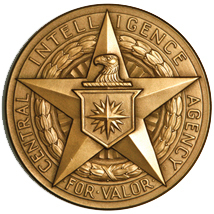
CIA의 인텔리전스 스타 훈장

인텔리전스 스타(Intelligence Star)는 미국 정부가 CIA 직원에게 수여하는 훈장이다.

## 설명
CIA 직원에게 수여되는 3등급 훈장이다.
- 1등급 수훈정보십자장(Distinguished Intelligence Cross)
- 2등급 수훈정보장(Distinguished Intelligence Medal)
- 3등급 인텔리전스 스타(Intelligence Star)

인텔리전스 스타는 겨우 수십명의 CIA 요원에게만 수여되었으며, 대부분 사후에 수여했다. 은성훈장과 동급이다.

## CIA 추모벽
CIA 추모벽(CIA Memorial Wall)은 랭글리에 있는 예전의 CIA 본부 건물 로비 입구에 설치되어 있다. 임무 중에 사망한 요원들을 추모하는 공간이다. 2012년 5월 21일 기준으로, 103개의 별이 새겨져 있다. 103명 중에서 많은 요원들이 인텔리전스 스타, 수훈정보장을 받았다.

## 수훈자
2019년 1월 19일, CIA 요원 앤토니오 조셉 멘데스가 78세를 일기로 사망했다. 1980년 1월 27일 이란 테헤란에서 호메이니 혁명정부의 인질로 잡혀 있던 미 대사관 직원 6명을 기상천외한 '변장 구출 작전'으로 구출에 성공했다. 백악관에서 지미 카터 대통령을 만나 CIA 최고 영예인 '인텔리전스 스타' 훈장을 받았다. 1990년 2성장군급 지위로 은퇴했다.